# Factorisation de Cholesky
La factorisation de Cholesky, nommée d'après André-Louis Cholesky, consiste, pour une matrice symétrique définie positive A, à déterminer une matrice triangulaire inférieure L telle que :  A = LLT.
La matrice L est en quelque sorte une « racine carrée » de A. Cette décomposition permet notamment de calculer la matrice inverse A−1, de calculer le déterminant de A (égal au carré du produit des éléments diagonaux
de L) ou encore de simuler une loi multinormale. Elle est aussi utilisée en chimie quantique pour accélérer les calculs (voir Décomposition de Cholesky (chimie quantique)).

## Exemple
La matrice symétrique A :
{\displaystyle {\begin{pmatrix}1&1&1&1\\1&5&5&5\\1&5&14&14\\1&5&14&15\\\end{pmatrix}}}
est égale au produit de la matrice triangulaire L :
{\displaystyle {\begin{pmatrix}1&0&0&0\\1&2&0&0\\1&2&3&0\\1&2&3&1\\\end{pmatrix}}}
avec à sa droite sa transposée LT :
{\displaystyle {\begin{pmatrix}1&1&1&1\\0&2&2&2\\0&0&3&3\\0&0&0&1\\\end{pmatrix}}}

## Théorème
Théorème — Si A est une matrice symétrique définie positive, il existe une matrice réelle triangulaire inférieure L telle que:
A = LLT.
De plus cette décomposition est unique si l'on impose à L d'avoir des coefficients diagonaux strictement positifs.

## Algorithme
On cherche la matrice :
{\displaystyle L={\begin{bmatrix}l_{11}\\l_{21}&l_{22}\\\vdots &\vdots &\ddots \\l_{n1}&l_{n2}&\cdots &l_{nn}\end{bmatrix}}}
De l'égalité A = LLT on déduit :
{\displaystyle a_{ij}=\left(LL^{T}\right)_{ij}={\sum _{k=1}^{n}l_{ik}l_{jk}}={\sum _{k=1}^{\min \left\{i,j\right\}}l_{ik}l_{jk}},\;1\leq i,j\leq n}
puisque lpq=0 si 1 ≤ p < q ≤ n. 
La matrice A étant symétrique, il suffit que les relations ci-dessus soient vérifiées pour i ≤ j, c'est-à-dire que les éléments lij de la matrice L doivent satisfaire :
{\displaystyle a_{ij}={\sum _{k=1}^{i}l_{ik}l_{jk}},\;1\leq i\leq j\leq n}
Pour i = 1, on détermine la première colonne de L :
{\displaystyle a_{11}=l_{11}l_{11}} d'où {\displaystyle l_{11}={\sqrt {a_{11}}}}
{\displaystyle a_{j1}=l_{11}l_{j1}} d'où {\displaystyle l_{j1}={\frac {a_{j1}}{l_{11}}},\;\;\;2\leq j\leq n}
On détermine la i-ème colonne de L 2 ≤ i ≤ n, après avoir calculé les (i – 1) premières colonnes :
{\displaystyle a_{ii}=l_{i1}l_{i1}+\ldots +l_{ii}l_{ii}} d'où {\displaystyle l_{ii}={\sqrt {a_{ii}-{\sum _{k=1}^{i-1}l_{ik}^{2}}}}}
{\displaystyle a_{ij}=l_{i1}l_{j1}+\ldots +l_{ii}l_{ji}} d'où {\displaystyle l_{ji}={\frac {a_{ij}-{\sum _{k=1}^{i-1}l_{ik}l_{jk}}}{l_{ii}}},\;\;\;i+1\leq j\leq n}
Il résulte du théorème précédent qu'il est possible de choisir tous les éléments lii > 0 en assurant que toutes les quantités 
{\displaystyle a_{11},\ldots ,a_{ii}-{\sum _{k=1}^{i-1}l_{ik}^{2}},\ldots }
sont positives.

## Décomposition de Cholesky alternative ou décomposition de Crout
La décomposition de Cholesky alternative permet d'éviter l'utilisation des racines carrées au sein des sommes, source potentielle de problème en calcul numérique. Elle n'impose plus non plus l'obligation que la matrice A soit définie positive et se calcule de la façon suivante,: 
{\displaystyle A=LDL^{\mathrm {T} }}
où D est une matrice diagonale, et L une matrice triangulaire inférieure avec des 1 sur sa diagonale.
{\displaystyle D_{jj}=A_{jj}-\sum _{k=1}^{j-1}L_{jk}^{2}D_{kk}}
{\displaystyle L_{ij}={\frac {1}{D_{jj}}}\left(A_{ij}-\sum _{k=1}^{j-1}L_{ik}L_{jk}D_{kk}\right),\qquad {\text{pour }}i>j.}
Les remarque suivantes n'ont d'intérêt qu'en mathématique pure, mais pas pour la résolution de système d'équations par la méthode LDLT :
Les factorisations LDLT et LLT (il faut noter que si les noms des méthodes sont la matrice L est différente dans les deux cas) sont liées :
{\displaystyle A=LDL^{\mathrm {T} }=LD^{\frac {1}{2}}D^{\frac {1}{2}}L^{\mathrm {T} }=LD^{\frac {1}{2}}(D^{\frac {1}{2}})^{\mathrm {T} }L^{\mathrm {T} }=LD^{\frac {1}{2}}(LD^{\frac {1}{2}})^{\mathrm {T} }}
La dernière expression étant le produit d'une matrice triangulaire et de sa transposée, de la même manière que dans la factorisation LLT.
On remarquera que la racine carrée d'une matrice diagonale (ici, D1/2) se calcule trivialement en prenant les racines carrées de chacun de ses éléments.

### Résolution d'un système d'équation par la méthode de Cholesky alternative
Soit {\textstyle b=AX} un système d'équation linéaire à matrice symétrique. La méthode de résolution du système se décompose en quatre étapes :
1. Calcul des éléments des matrice L et D à l'aide des formules de la section précédente
2. Résolution du système intermédiaire {\textstyle b=LY'} (voir méthode LU pour la résolution d'un système d'équation sous forme d'une matrice triangulaire inférieure)
3. Division des valeurs de Y par les coefficients de D : {\textstyle Y'=DY\Rightarrow Y=D^{-1}Y'} (D étant diagonale {\textstyle D^{-1}} contient l'inverse des éléments de la diagonale de D)
4. Résolution du système intermédiaire {\textstyle Y=L^{T}X} (voir méthode LU pour la résolution d'un système d'équation sous forme d'une matrice triangulaire supérieure)

## Histoire
La décomposition porte le nom d'André-Louis Cholesky un officier et ingénieur français. Elle figure dans le manuscrit intitulé « Sur la résolution numérique des systèmes d'équations linéaires », manuscrit porté en 2005 aux Archives de l'École Polytechnique. Daté du 2 décembre 1910, son contenu n'était auparavant connu que par une publication du commandant Benoît, qui décrivit la méthode de Cholesky en 1924, soit plusieurs années après sa mort. Il est probable que Cholesky ait découvert cette méthode en 1902.
La méthode, définie pour un problème de topographie, resta longtemps inconnue des mathématiciens. Elle fut remise en avant par John Todd (en) en 1946 dans son cours d'analyse numérique au King's College de Londres. 
Cette méthode est aujourd'hui centrale en analyse numérique.

## Note
1. ↑  Xavier Gourdon, Les Maths en tête: Algèbre, page 247
2. ↑  (en) D. Watkins, Fundamentals of Matrix Computations, John Wiley & Sons, 2002, 84 p. (ISBN 9780471213949, DOI 10.1002/0471249718).
3. ↑  « Décomposition de Cholesky et de Crout », sur www.bibmath.net (consulté le 21 juillet 2024)
4. 1 2 3 4  Claude Brezinski et Dominique Tournès, « André–Louis Cholesky (1875-1918), mathématicien, topographe, enseignant et officier », sur Images des maths, 15 juillet 2015.